# Rinus
Rinus ist eine niederländische Kurzform des Namens Marinus; zu Herkunft und Bedeutung siehe dort.

## Namensträger
- Rinus Bennaars (Marinus Apolonia Bennaars; 1931–2021) niederländischer Fußballspieler
- Rinus van den Berge (Marinus van den Berge; 1900–1972), niederländischer Sprinter
- Rinus Dijkstra (Cathrinus Dijkstra; * 1969), bekannt als „Zanger Rinus“, niederländischer Sänger
- Rinus Ferdinandusse (1931–2022), niederländischer Autor und Journalist
- Rinus Israël (Marinus David Israël; 1942–2025), niederländischer Fußballspieler und -trainer
- Rinus Langkruis (* 1950), niederländischer Radrennfahrer, nationaler Meister im Radsport
- Rinus Michels (Marinus Jacobus Hendricus Michels; 1928–2005), niederländischer Fußballspieler und -trainer
- Rinus Paul (* 1941), niederländischer Radrennfahrer, nationaler Meister im Radsport
- Rinus Peijnenburg (Marinus Wilhelmus Johanna Maria Peijnenburg; 1928–1979), niederländischer Wirtschaftsmanager und Politiker (KVP)
- Rinus Schaap (Marinus Schaap; 1922–2006), niederländischer Fußballspieler
- Rinus van Schendelen (Marinus Petrus Christophorus Maria van Schendelen; 1944–2024), niederländischer Politikwissenschaftler
- Rinus Terlouw (1922–1992), niederländischer Fußballspieler
- Rinus VeeKay (Rinus van Kalmthout; * 2000), niederländischer Automobilrennfahrer